# Акусматична музика
Акусмати́чна музика (фр. Musique acousmatique, англ. Acousmatic music) — термін, вперше використаний франко-американським композитором Едгар Варез; як один з різновидів електроакустичної музики, тісно пов'язаної з конкретною музикою.

## Музична специфіка
Як «музичні» в акусматичній музиці розглядаються звуки будь-якої природи і будь-якого походження: звуків акустичних інструментів, до звуків природного чи техногенного походження, а також штучно синтезованих. При створенні акусматичної музики задіюються різноманітні технічні пристрої: від простих механічних до складних електронно-аналогових і цифрових.
Композиції акусматичної музики записуються на електронні носії інформації і відтворюється за допомогою гучномовців, тобто без безпосередньої участі людини-виконавця, хоча допустимо і її «живе» виконання безпосередньо на концертній сцені Крім того, автор акусматичної музики може заготовлювати відразу декілька звукових пластів, якими він маніпулюватиме безпосередньо в процесі виконання своєї музики на сценічному майданчику.
Стилістично акусматична музика може виходити за рамки будь-яких відомих вокальних та інструментальних жанрів. Але серед музикантів існують деякі розбіжності, пов'язані з тим, відносити чи термін «акусматики» до стилю музичної композиції або до виду сприйняття музики.

## Походження терміна
Термін «акусматика» перегукується зі специфічним методом викладання античного філософа Піфагора. Як вважають, Піфагор навчав своїх учнів з-за ширми, щоб не відволікати їх від глибинного змісту своїх езотеричних лекцій, складених з мудрих і лаконічних «акусмат» (грец. — «висловів»). У зв'язку з цим, перший етап піфагорійського учнівства називався «акусматом».
П'єр Шеффер, використовуючи в своїй творчості термін «acousmatique», проводив аналогію між голосовими акусматами Піфагора, що доносяться з-за ширми, і музикою, що лунає «з-за динаміків», тобто як би «виконуваної невидимими (таємничими) інструментами і голосами».